# 石田晃久
石田 晃久（いしだ あきひさ、1961年7月11日 - ）は日本の写真家。神奈川県横浜市出身。

## 経歴
神奈川県立横浜日野高等学校を経て、1984年日本大学芸術学部写真学科卒業。
1990年フリーランスに。フォトグラファーとして人物・ファッションを中心に広告、雑誌等で活動を開始。近年はムービー撮影も手がけている。相模女子大学学芸学部において、メディア情報学科非常勤講師として製作演習を行っている。